# Eveline Widmer-Schlumpf
Eveline Widmer-Schlumpf (ur. 16 marca 1956 w Felsberg, Gryzonia) – szwajcarska polityk i prawnik, do czerwca 2008 członkini Szwajcarskiej Partii Ludowej (SVP/UDC), a następnie Konserwatywno-Demokratycznej Partii Szwajcarii. Członek Szwajcarskiej Rady Federalnej od 1 stycznia 2008 do 1 stycznia 2016. W latach 2010–2015 stała na czele Departamentu Finansów. Prezydent Szwajcarii w 2012.

## Życiorys
Widmer-Schlumpf ukończyła studia prawnicze na Uniwersytecie w Zurychu w 1981, a następnie w 1990 zdobyła tytuł doktora prawa. Od 1987 do 1998 pracowała jako prawniczka. W 1985 została sędzią w sądzie gminy Trin, sprawując funkcję jego przewodniczącej od 1991 do 1997.
Od 1994 do 1998 zasiadała w parlamencie Gryzonii natomiast w 1998 weszła w skład rządu lokalnego Gryzonii jako pierwsza kobieta w historii tego kantonu. W 2001 oraz w 2005 zajmowała stanowisko przewodniczącej rządu lokalnego.
Eveline Widmer-Schlumpf została wysunięta przez Socjaldemokratyczną Partię Szwajcarii oraz Partię Zielonych Szwajcarii jako alternatywna kandydatka wobec kandydatury Christopha Blochera do objęcia mandatu członka Szwajcarskiej Rady Związkowej w wyborach 12 grudnia 2007. W pierwszej rundzie głosowania otrzymała 116 głosów poparcia w stosunku do 111 głosów na rzecz Blochera. Drugą rundę głosowania wygrała stosunkiem głosów 125 do 115, przy 6 głosach nieważnych i wstrzymujących się. 13 grudnia 2007 potwierdziła przyjęcie nominacji. W rezultacie została wykluczona z klubu parlamentarnego SVP, a jej partia przeszła oficjalnie w szeregi opozycji. Urząd objęła 1 stycznia 2008, stając równocześnie na czele Departamentu Sprawiedliwości i Policji. 1 listopada 2010 objęła w zamian Departament Finansów.
2 kwietnia 2008 kierownictwo Szwajcarskiej Partii Ludowej wezwało Widmer-Schlumpf do zrzeczenia się mandatu w Radzie Związkowej. Widmer-Schlumpf, mając poparcie gryzońskiej sekcji partii, odmówiła podporządkowaniu się nakazom centrali. W rezultacie 1 czerwca 2008 Szwajcarska Partia Ludowa wykluczyła ze swoich szeregów całą sekcję z Gryzonii wraz z Widmer-Schlumpf. 16 czerwca 2008 sekcja gryzońska utworzyła nowe ugrupowanie, Konserwatywno-Demokratyczną Partię Szwajcarii, do której przystąpiła również Eveline Widmer-Schlumpf.
W 2011 pełniła funkcję wiceprezydenta kraju. 1 stycznia 2012 objęła stanowisko prezydenta Szwajcarii.
Eveline Widmer-Schlumpf jest córką Leona Schlumpfa, członka Szwajcarskiej Rady Związkowej w latach 1979-1987. Jest zamężna, ma troje dzieci.